# Torneo Apertura 2011 (Paraguay)
El Torneo Apertura 2011 (Copa Tigo-Visión Banco, por motivos comerciales), denominado Bicentenario de la República del Paraguay, fue el centésimo cuarto campeonato oficial de Primera División organizado por la Asociación Paraguaya de Fútbol (APF). Se inició el 29 de enero, y llegó a su fin el 5 de junio.
Se coronó campeón por octava vez en su historia el Club Nacional.

## Sistema de competición
El modo de disputa implementado fue, al igual que en las temporadas precedentes, el de todos contra todos a partidos de ida y vuelta, es decir a dos rondas compuestas por once jornadas cada una con localía recíproca. Se convierte en campeón el equipo que acumula la mayor cantidad de puntos al término de las 22 fechas. En caso de paridad de puntos entre dos contendientes, se hubiera definido el título en un partido extra. De haber existido más de dos en disputa, se habría resuelto según los siguientes parámetros:
1) saldo de goles;
2) mayor cantidad de goles marcados;
3) mayor cantidad de goles marcados en condición de visitante;
4) sorteo.

## Producto de la clasificación
- El torneo coronó al campeón número 104 en la historia de la Primera División de Paraguay.

- Éste obtuvo el acceso a la fase de grupos de la próxima edición de la Copa Libertadores de América.

## Relevo anual de clubes
| Ascendidos a la Primera División                   |
| -------------------------------------------------- |
| General Caballero (Campeón de División Intermedia) |
| Independiente (2º de Intermedia)                   |

| Descendidos a División Intermedia   |
| ----------------------------------- |
| Sport Colombia (2º peor promedio)   |
| Sportivo Trinidense (Peor promedio) |

## Equipos participantes
| Equipos           | Entrenador       | Fundación                | Ciudad          | Estadio             | Capacidad |
| ----------------- | ---------------- | ------------------------ | --------------- | ------------------- | --------- |
| 3 de Febrero      | Óscar Paulín     | 20 de noviembre de 1970  | Ciudad del Este | A. Oddone Sarubbi   | 30.000    |
| Cerro Porteño     | Leonardo Astrada | 1 de octubre de 1912     | Asunción        | General Pablo Rojas | 32.910    |
| General Caballero | Pedro Rodríguez  | 6 de septiembre de 1918  | Asunción        | Hugo Bogado Vaceque | 5.000     |
| Guaraní           | Félix Darío León | 12 de octubre de 1903    | Asunción        | Rogelio Livieres    | 8.000     |
| Independiente     | Pablo Caballero  | 20 de septiembre de 1925 | Asunción        | Ricardo Gregor      | 1.500     |
| Libertad          | Gregorio Pérez   | 30 de julio de 1905      | Asunción        | Dr. Nicolás Leoz    | 12.000    |
| Nacional          | Juan Battaglia   | 5 de junio de 1904       | Asunción        | Arsenio Erico       | 10.000    |
| Olimpia           | Nery Pumpido     | 25 de julio de 1902      | Asunción        | Manuel Ferreira     | 20.000    |
| Rubio Ñu          | Francisco Arce   | 24 de agosto de 1913     | Asunción        | La Arboleda         | 7.000     |
| Sol de América    | Jorge Campos     | 22 de marzo de 1909      | Villa Elisa     | Luis Alfonso Giagni | 7.000     |
| Sportivo Luqueño  | Óscar Paulín     | 1 de mayo de 1921        | Luque           | Feliciano Cáceres   | 27.000    |
| Tacuary           | Carlos Manta     | 10 de diciembre de 1923  | Asunción        | Roberto Bettega     | 7.000     |

El campeonato contó con la participación de doce equipos, en su gran mayoría pertenecientes a la capital del país.
Nueve son de Asunción, dos provienen de ciudades cercanas a ésta, Luque y Villa Elisa, y uno pertenece a Ciudad del Este.
Los únicos clubes que nunca abandonaron esta categoría (también conocida como División de Honor) son tres: Olimpia, Guaraní y Cerro Porteño, completando con este torneo 104, 103 y 98 participaciones, respectivamente.

### Distribución geográfica de los equipos
| Región                      | Cant. | Equipos |
| --------------------------- | ----- | --- |
| Distrito Capital            | 9     | Cerro Porteño, General Caballero, Guaraní, Independiente CG, Libertad, Nacional, Olimpia, Rubio Ñu, Tacuary |
| Departamento Central        | 2     | Sp. Luqueño, Sol de América                                                                                 |
| Departamento de Alto Paraná | 1     | 3 de Febrero                                                                                                |

## Cambio de entrenadores
| Equipos          | DT. ste.              | Cese          | DT. ete.         | Designación   |
| ---------------- | --------------------- | ------------- | ---------------- | ------------- |
| Cerro Porteño    | Javier Torrente       | 13 de febrero | Blas Cristaldo   | 14 de febrero |
| 3 de Febrero     | Saturnino Arrúa       | 18 de febrero | Rui Capella      | 18 de febrero |
| Sportivo Luqueño | Guillermo Sanguinetti | 20 de febrero | Raúl Amarilla    | 21 de febrero |
| Guaraní          | Carlos Compagnucci    | 24 de febrero | Félix Darío León | 24 de febrero |
| Sol de América   | Dalcio Giovagnoli     | 27 de febrero | Daniel Raschle   | 28 de febrero |
| Cerro Porteño    | Blas Cristaldo        | 3 de marzo    | Leonardo Astrada | 4 de marzo    |
| 3 de Febrero     | Rui Capella           | 28 de marzo   | Daniel Lanata    | 29 de marzo   |
| Sol de América   | Daniel Raschle        | 9 de abril    | Jorge Campos     | 11 de abril   |
| Sportivo Luqueño | Raúl Amarilla         | 27 de abril   | Óscar Paulín     | 28 de abril   |
| Tacuary          | Óscar Paulín          | 28 de abril   | Carlos Manta     | 28 de abril   |
| Olimpia          | Nery Pumpido          | 9 de mayo     | Mauro Caballero  | 9 de mayo     |

## Balón
La Adidas SpeedCell, similar a su antecesora Jabulani empleada en el campeonato anterior, fue la pelota oficial estrenada durante la primera fecha del torneo.

## Cobertura televisiva
La empresa productora de contenido audiovisual, Teledeportes Paraguay, perteneciente al multimedios argentino Grupo Clarín, es la acreedora exclusiva de los derechos de transmisión de los partidos del campeonato paraguayo de fútbol desde 1999. Emite en vivo tres juegos por jornada a través del canal por cable Unicanal de Cablevisión, y el posterior resumen con lo mejor de cada encuentro por la señal de aire de Telefuturo (Canal 4).

## Patrocinio
La compañía de telefonía celular, Tigo, y la institución bancaria de tipo microfinanciero, Visión Banco, son las encargadas de patrocinar todos los torneos realizados por la APF. El vínculo contractual con la primera se concretó a partir de 2008 con la celebración del torneo Apertura del mismo año. En tanto que la relación con el otro espónsor para respaldar cada campeonato se inició a principios de 2010.
Los premios en efectivo fueron fijados en US$ 55.000 dólares para el campeón y 10.000 para el subcampeón.

## Clasificación
- Fuente[26]

| Pos. | Equipos           | PJ | PG | PE | PP | GF | GC | Dif. | Pts. |
| ---- | ----------------- | -- | -- | -- | -- | -- | -- | ---- | ---- |
| 1.   | Nacional          | 22 | 14 | 5  | 3  | 34 | 18 | 16   | 47   |
| 2.   | Olimpia           | 22 | 12 | 6  | 4  | 44 | 22 | 22   | 42   |
| 3.   | Libertad          | 22 | 11 | 6  | 5  | 28 | 18 | 10   | 39   |
| 4.   | Guaraní           | 22 | 9  | 7  | 6  | 23 | 19 | 4    | 34   |
| 5.   | Rubio Ñu          | 22 | 8  | 7  | 7  | 35 | 34 | 1    | 31   |
| 6.   | Tacuary           | 22 | 6  | 12 | 4  | 17 | 14 | 3    | 30   |
| 7.   | Cerro Porteño     | 22 | 5  | 9  | 8  | 23 | 29 | -6   | 24   |
| 8.   | 3 de Febrero      | 22 | 5  | 8  | 9  | 23 | 31 | -8   | 23   |
| 9.   | Independiente     | 22 | 4  | 10 | 8  | 26 | 29 | -3   | 22   |
| 10.  | Sol de América    | 22 | 5  | 6  | 11 | 21 | 33 | -12  | 21   |
| 11.  | Sportivo Luqueño  | 22 | 4  | 8  | 10 | 24 | 36 | -12  | 20   |
| 12.  | General Caballero | 22 | 4  | 6  | 12 | 21 | 36 | -15  | 18   |

## Resultados
- Fuente[27]

| L\V | 3FE | CER | GCA | GUA | IND | LIB | NAC | OLI | RUB | SOL | SLU | TAC |
| --- | --- | --- | --- | --- | --- | --- | --- | --- | --- | --- | --- | --- |
| 3FE |     | 1:2 | 1:0 | 1:1 | 3:2 | 3:3 | 0:2 | 3:2 | 2:2 | 0:1 | 1:0 | 0:0 |
| CER | 1:1 |     | 2:2 | 0:0 | 1:1 | 1:2 | 1:2 | 1:2 | 1:1 | 1:1 | 1:0 | 1:1 |
| GCA | 0:0 | 1:0 |     | 0:1 | 1:2 | 0:1 | 1:3 | 1:2 | 1:5 | 3:2 | 1:0 | 1:1 |
| GUA | 1:0 | 1:0 | 2:1 |     | 2:0 | 1:2 | 2:2 | 0:0 | 2:1 | 2:0 | 2:0 | 1:2 |
| IND | 0:1 | 0:1 | 2:2 | 0:0 |     | 2:0 | 5:1 | 0:3 | 4:4 | 1:1 | 1:1 | 1:0 |
| LIB | 3:0 | 1:1 | 2:0 | 0:0 | 1:0 |     | 0:1 | 0:0 | 4:1 | 1:2 | 2:1 | 0:0 |
| NAC | 1:1 | 2:0 | 3:1 | 2:1 | 1:0 | 1:2 |     | 1:2 | 3:0 | 2:0 | 0:0 | 1:0 |
| OLI | 3:1 | 0:2 | 3:1 | 4:3 | 1:1 | 2:2 | 1:2 |     | 1:3 | 2:0 | 5:0 | 0:0 |
| RUB | 1:0 | 2:2 | 1:0 | 3:0 | 2:2 | 0:1 | 0:0 | 0:3 |     | 1:0 | 2:1 | 0:1 |
| SOL | 3:2 | 2:3 | 1:2 | 0:1 | 1:0 | 0:1 | 0:0 | 0:4 | 3:4 |     | 1:1 | 0:0 |
| SLU | 2:1 | 4:1 | 1:1 | 1:0 | 1:1 | 1:0 | 1:3 | 1:4 | 2:2 | 2:2 |     | 2:2 |
| TAC | 1:1 | 2:0 | 1:1 | 0:0 | 1:1 | 1:0 | 0:1 | 0:0 | 1:0 | 0:1 | 3:2 |     |

## Campeón
| Nacional           |
| Nacional 8º título |

## Máximos goleadores
| País                 | Jugador              | Equipo        | Goles |
| -------------------- | -------------------- | ------------- | ----- |
| Bandera de Paraguay  | Pablo Zeballos       | Olimpia       | 13    |
| Bandera de Paraguay  | Robin Ramírez        | Rubio Ñu      | 12    |
| Bandera de Paraguay  | César Cáceres Cañete | 3 de Febrero  | 10    |
| Bandera de Paraguay  | Víctor Aquino        | Nacional      | 9     |
| Bandera de Argentina | Juan Carlos Ferreyra | Olimpia       | 9     |
| Bandera de Colombia  | Vladimir Marín       | Olimpia       | 8     |
| Bandera de Paraguay  | Lorenzo Melgarejo    | Independiente | 8     |

## Público asistente

### Asistencia por equipos
La tabla siguiente muestra la cantidad de pagantes que acumuló cada equipo en sus respectivos partidos. Se asigna en su totalidad el mismo número de espectadores a ambos protagonistas de un juego.
| Pos. | Equipos           | PJ | As.     |
| ---- | ----------------- | -- | ------- |
| 1.   | Olimpia           | 22 | 198.320 |
| 2.   | Cerro Porteño     | 22 | 98.899  |
| 3.   | 3 de Febrero      | 22 | 53.593  |
| 4.   | Nacional          | 22 | 41.578  |
| 5.   | Sportivo Luqueño  | 22 | 40.640  |
| 6.   | Libertad          | 22 | 36.522  |
| 7.   | Independiente     | 22 | 33.503  |
| 8.   | General Caballero | 22 | 29.470  |
| 9.   | Rubio Ñu          | 22 | 28.137  |
| 10.  | Guaraní           | 22 | 25.688  |
| 11.  | Sol de América    | 22 | 23.186  |
| 12.  | Tacuary           | 22 | 23.146  |

### Asistencia por partidos
A continuación, los diez partidos con mayor cantidad de pagantes.
| Pos. | Partido                    | Asistentes | Estadio              | Fecha |
| ---- | -------------------------- | ---------- | -------------------- | ----- |
| 1.   | Cerro Porteño-Olimpia      | 26.196     | Defensores del Chaco | 6     |
| 2.   | 3 de Febrero-Olimpia       | 21.092     | A. Oddone Sarubbi    | 22    |
| 3.   | Olimpia-Sportivo Luqueño   | 17.994     | Defensores del Chaco | 5     |
| 4.   | 3 de Febrero-Cerro Porteño | 16.156     | A. Oddone Sarubbi    | 5     |
| 5.   | Nacional-Olimpia           | 14.915     | Defensores del Chaco | 1     |
| 6.   | Independiente-Olimpia      | 13.766     | Defensores del Chaco | 2     |
| 7.   | Libertad-Olimpia           | 13.766     | Defensores del Chaco | 10    |
| 8.   | Sol de América-Olimpia     | 11.305     | Defensores del Chaco | 4     |
| 9.   | Olimpia-General Caballero  | 11.110     | Defensores del Chaco | 3     |
| 10.  | Tacuary-Olimpia            | 10.051     | Defensores del Chaco | 8     |